# Chemin de fer Bayonne-Anglet-Biarritz
Pour les articles homonymes, voir BAB.
Le Chemin de fer Bayonne - Anglet - Biarritz (BAB)  a fonctionné entre ces trois villes du département des Pyrénées-Atlantiques de 1877 à 1953.
C'est l'une des trois lignes de chemin de fer secondaire qui ont desservi ces deux villes au début du XXe siècle
- La ligne la plus directe, celle du tramway de Bayonne-Lycée – Biarritz (BLB), exploitée entre 1888 et 1948 ; une ligne située plus au nord et desservant Anglet, le chemin de fer Bayonne-Anglet-Biarritz, exploité de 1877 et 1953 ;
- une ligne suivant l'Adour jusqu'à son embouchure, puis la côte de l'océan Atlantique par les communes de La Barre et Anglet, exploitée par les VFDM réseau basque de 1919 à 1948.

## Histoire

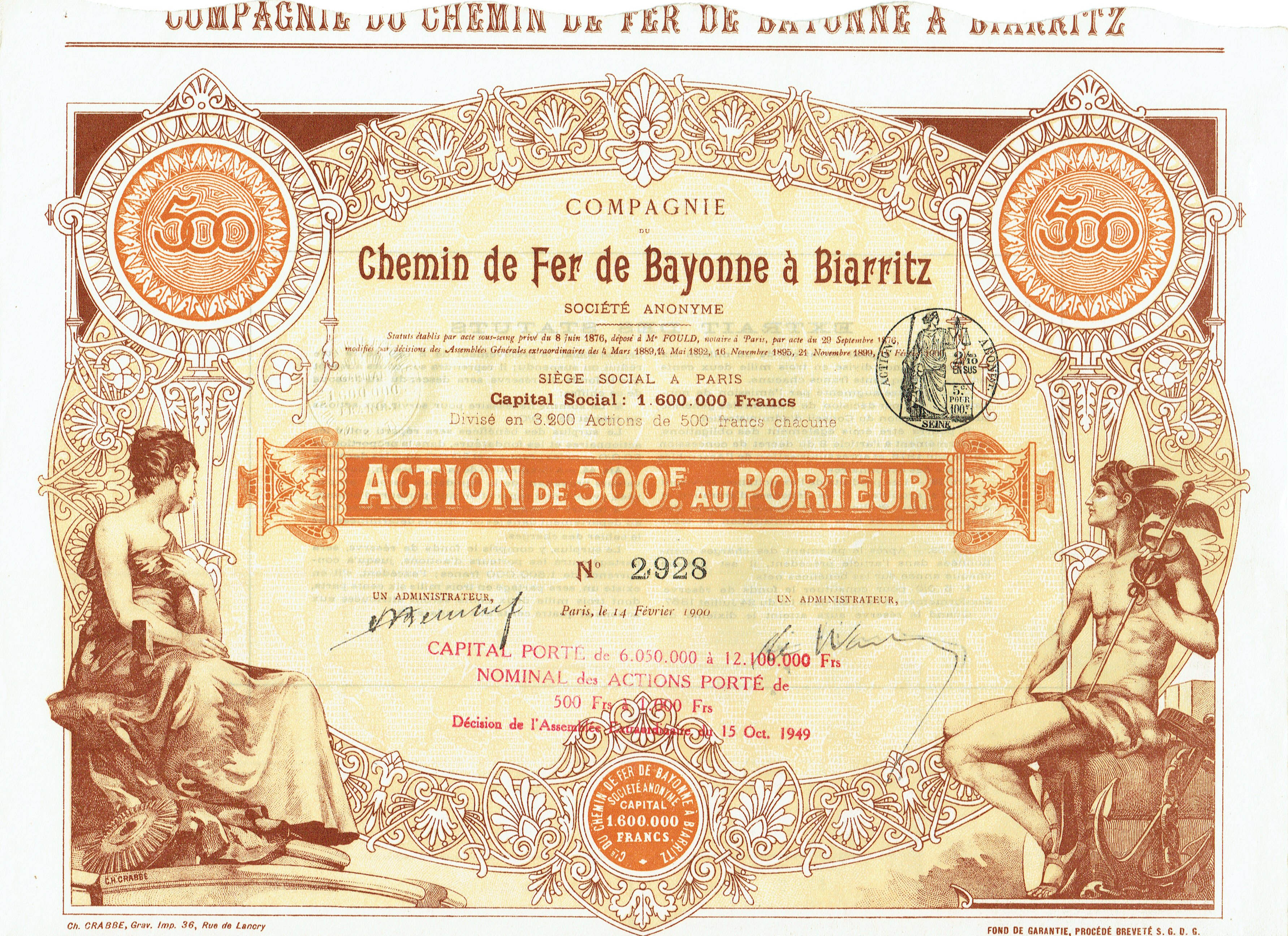
Action de la Compagnie du CdF de Bayonne à Biarritz en date du 14 fevrier 1900

La première  ligne de chemin de fer secondaire qui relie les deux villes est concédée au  Chemin de fer Bayonne - Anglet - Biarritz, mis en service en 1877.
La concession est accordée pour 99 ans par un décret du 28 juin 1875 au bénéfice de M. Ardoin, « officier en retraite, propriétaire, demeurant à Biarritz », qui transféra ses droits à la Compagnie du Chemin de fer de Bayonne à Biarritz en 1878. Cette société avait son siège 29 rue de Rome à Paris en 1928. 
Le décret de 1875 prévoyait l'itinéraire suivant, selon la toponymie de l'époque : origine aux « allées de Paulmy, à Bayonne, passant par les Cinq-Cantons d'Anglet, avec une station auxdits Cinq-Cantons, et aboutissant à l'entrée de Biarritz »
Sur cette ligne ont lieu les premiers essais mondiaux de locomotives compound.
En 1920, la voie est reconstruite à l'écartement métrique et électrifiée puis raccordée à celle du tramway Bayonne-Lycée–Biarritz (BLB). 

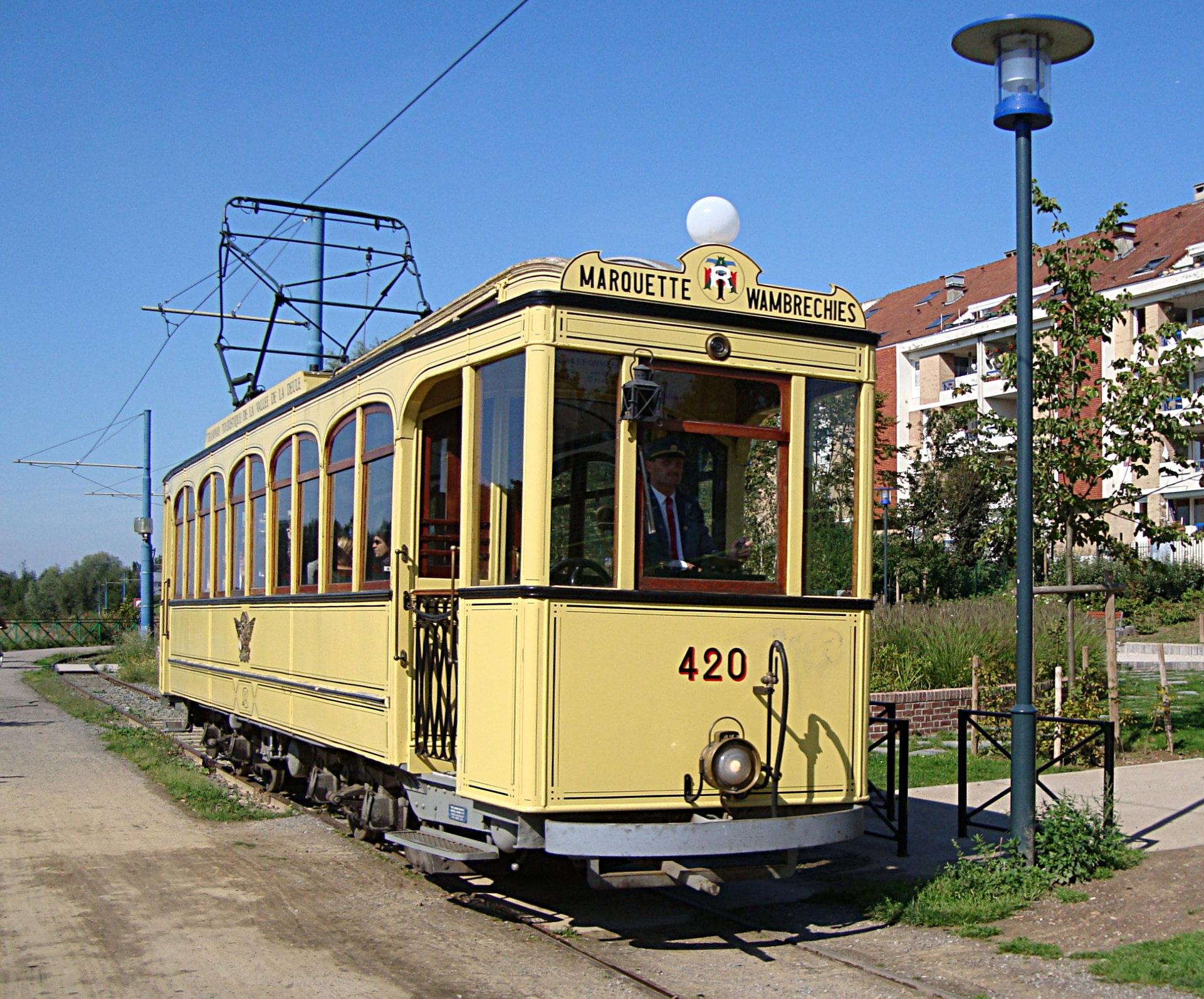
Motrice type 400 de l'Électrique Lille Roubaix Tourcoing (ELRT).

Un accord prévoyait que le matériel roulant de la compagnie BAB serait remisé et entretenu au dépôt des BLB. 
Le service électrique débute en 1923, grâce à 5 motrices de type 400/2 prêtées par l'Électrique Lille Roubaix Tourcoing (ELRT)  exploitant le tramway du Grand Boulevard entre Lille, Roubaix et Tourcoing. 
Ces motrices restent sur le BAB jusqu'en 1926 avant d'être affectées au réseau de l'ELRT.
L'exploitation ferroviaire cesse en 1953, remplacée par des services assurés par des autocars Chausson de la  S.A.B., ancêtre de l'actuel réseau de transport en commun Chronoplus de l'agglomération Côte Basque-Adour,

## Caractéristiques

### Tracé et profil
Les rampes étaient limitées à 29 ‰ et les courbes avaient un rayon supérieur à 30 mètres
La ligne était intégralement tracée en site propre indépendant de la voirie. Longue de 7,866 kilomètres, entre Bayonne, Anglet et Biarritz. Elle était en contact avec le chemin de fer de la Compagnie du Midi en gare de Bayonne et de Biarritz.

### Les stations
Les deux stations terminus étaient dotées de gares monumentales. Les stations et arrêts intermédiaires étaient : Bayonne, Anglet, Rue de France à Biarritz (Halte) et Biarritz.

### Voie et électrification
Initialement réalisée en voie normale. La voie est  reconstruite à l'écartement métrique en 1920 et électrifiée en courant continu à la tension de 600 V.

## Exploitation
Le BAB transporta  1 353 000 voyageurs en 1912.
En mai 1914, il y avait un départ par heure dans chaque sens de 7 heures à 22 heures au départ de Bayonne, de 6 heures 30 à 21 heures 30 au départ de Biarritz, service renforcé à la demi-heure de 10 heures à 20 heures (de Bayonne) et de 10 heures à 19 heures 30 (de Biarritz). Le trajet se faisait en 15 minutes.
Les tarifs étaient les suivants : 
| Tarifs (mai 1914) | Aller  | A/R    |
| ----------------- | ------ | ------ |
| 1re classe        | 0,60 F | 1,00 F |
| 2de classe        | 0,35 F | 0,60 F |

### Matériel roulant
Matériel à voie normale
Locomotives à vapeur
- N° 1 à 2, type 021T compound, type 83, livrées en 1876 par Schneider, le Creusot (n° 1824-1825)[8]
- N° 3 à 5, type 030T compound, construites par Pétau à Passy[9].
- N° 6 et 7, type 030T, livrées en 1896 par Corpet-Louvet, (n° 669-70)
- N° 8, type 030T, livrée en 1897 par Corpet-Louvet, (n° 685)

Voitures à voyageurs
- à 2 essieux et étage, mixtes (1, 2 et 3e classe)  [10],[11]

Matériel à voie métrique
Automotrices électriques
- N° 20 à 25: automotrices à bogies livrées en 1920 par les usines Ragheno de Malines en Belgique
- Remorques à bogies livrées en 1920 par les usines Ragheno de Malines en Belgique[12].

En 1912, la ligne disposait de 7 locomotives à vapeur, 16 voitures et un fourgon, et, en 1928, de 6 automotrices électriques, 10 voitures à voyageurs et un fourgon.

## Vestiges et matériels préservés
Le Boulevard du BAB, qui relie Bayonne à Biarritz, sur l'emprise de l'ancienne voie ferrée, rappelle l'histoire de cette infrastructure disparue.